# Skruv
Skruv is een plaats in de gemeente Lessebo in het landschap Småland en de provincie Kronobergs län in Zweden. De plaats heeft 490 inwoners (2010) en een oppervlakte van 125 hectare.
In Skruv liggen de bekende Banco brouwerij en Skrufs glasfabriek. Net buiten het centrum is er een natuurcamping, regelmatig bezocht door Nederlanders.